# 風車 (動力機)

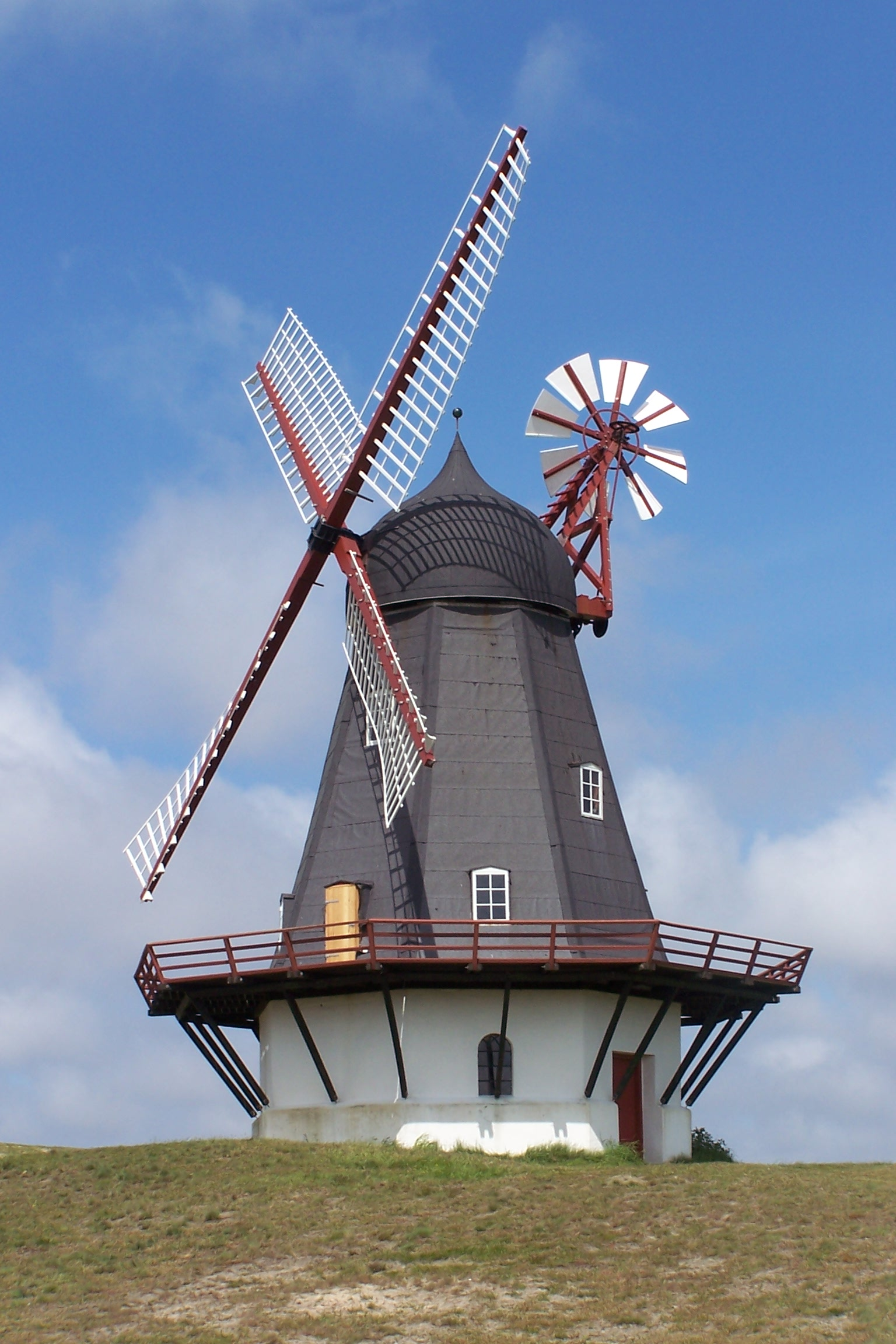
丹麦西海岸法诺岛上的荷蘭型風車

風车是一种把風能转变为机械能的动力机；用可调节叶片或梯级横木轮子收集風能。
简单的风车由带有风蓬的风轮、支架及传动装置等构成；风轮的转速和功率，可以根据风力的大小，适当改变风蓬的数目或受风面积来调整；在风向改变时，必须搬动前支架使风轮面向风；完备的风车带有自动调速和迎风装置等。
具備發電用途的風車又稱為風力發電機。

## 历史
第一架风车大约是出现古希臘。

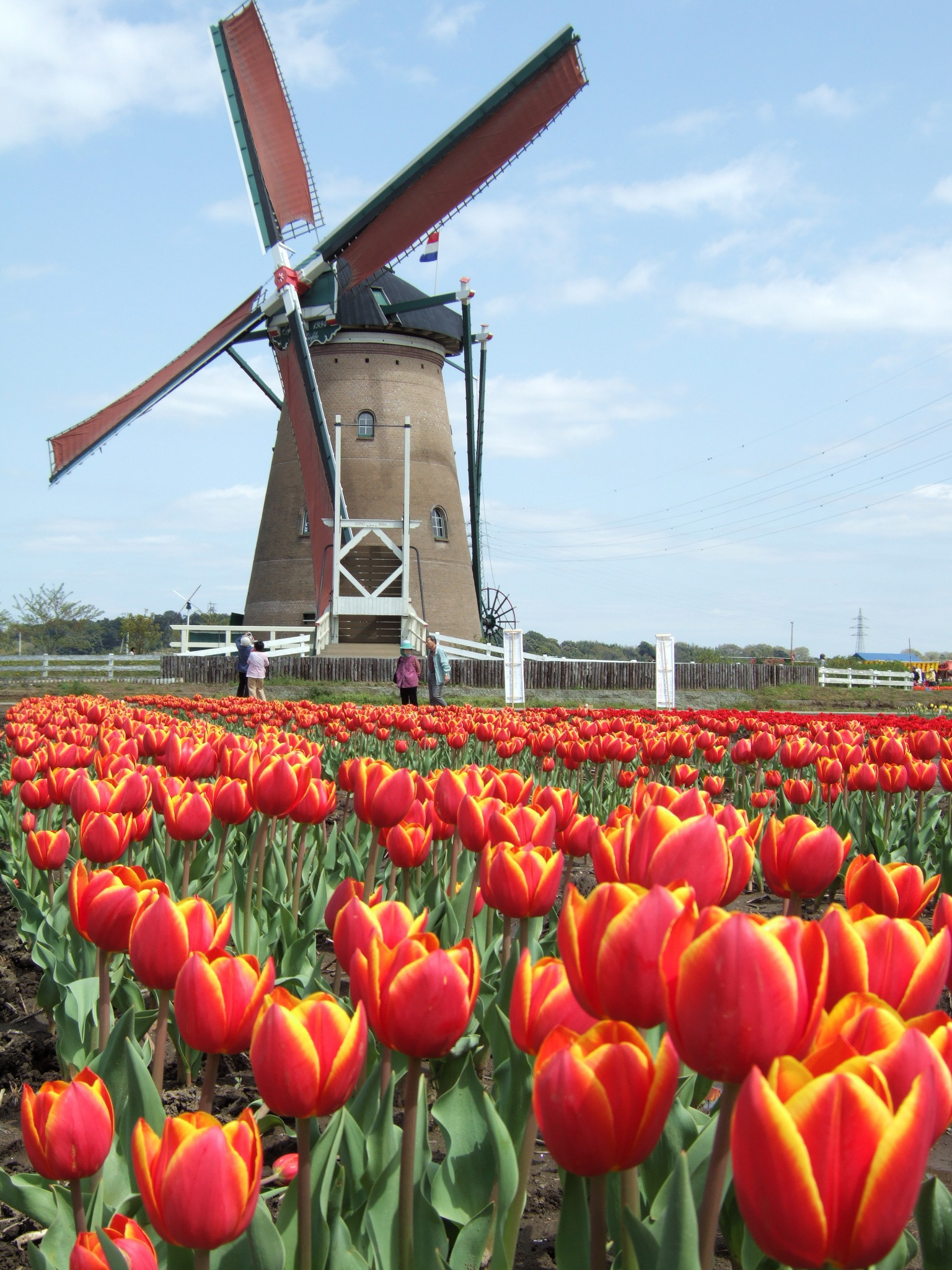
花海中的風車

在中国，使用风车的历史很早。在辽阳三道壕东汉晚期的汉墓壁画上，就画有风车的图样。距今已有1700多年的历史。宋代开始应用立帆式風車來驅動龍骨水車以灌溉农田。
西元1180年诺曼底的一个风车，这种风车有一个卧式的主动轴和垂直的帆翼，所以许多人认为这很可能和十世纪有垂直主动轴的东方风车无关，而是欧洲人自己发明的。到十九世纪，风车的使用达到全盛时期。据记载，当时仅荷兰就有一万多架风车，美国农村更有一百多万架风车。
到二十世纪初，丹麦还保留有十多万架风车。在英国、希腊等岛屿国家的乡村中，都广泛地使用风车。在一些动力资源缺乏和交通不便的草原牧区、沿海岛屿，仍然用它来进行一些工作。

## 分類

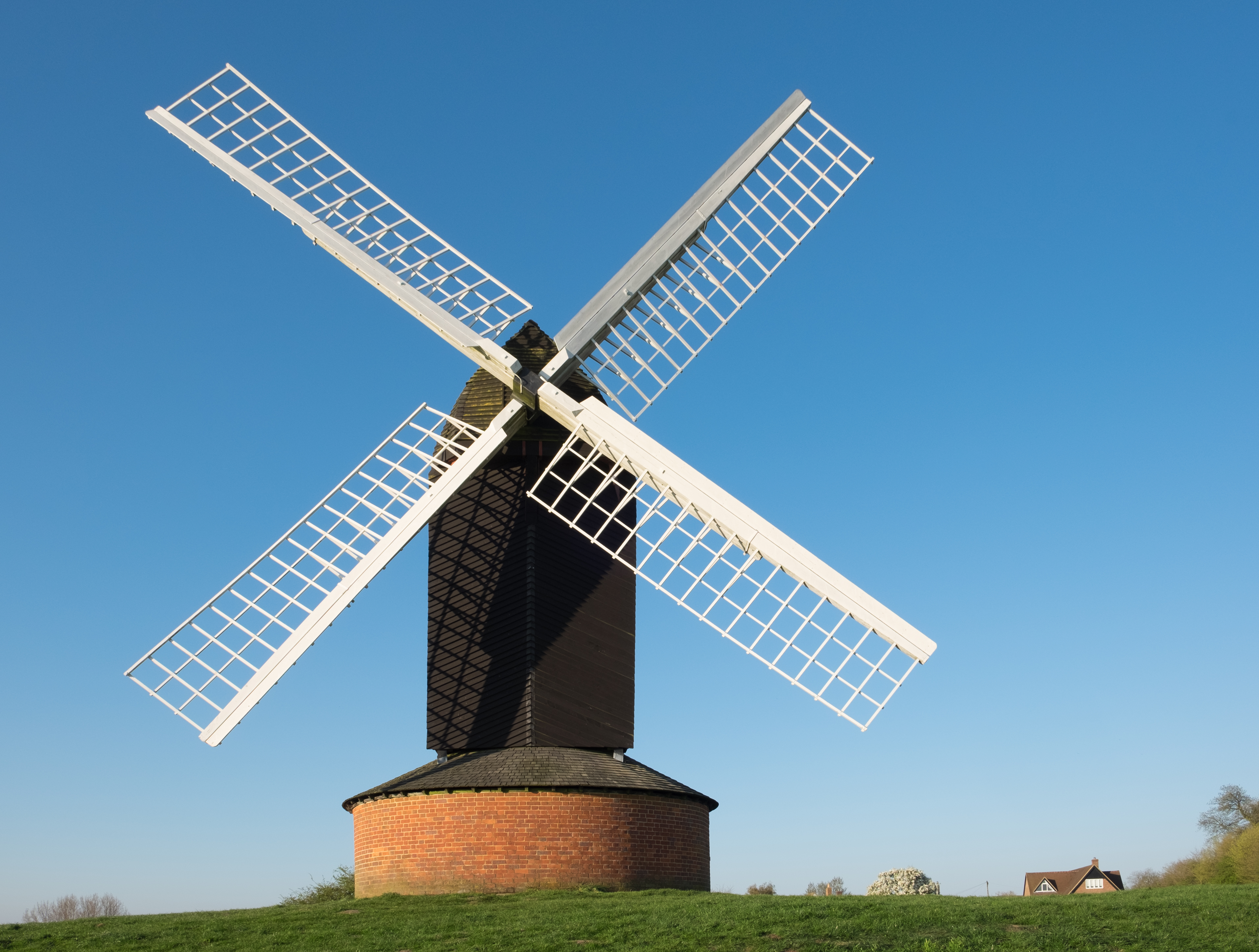
风车

### 水平軸風車

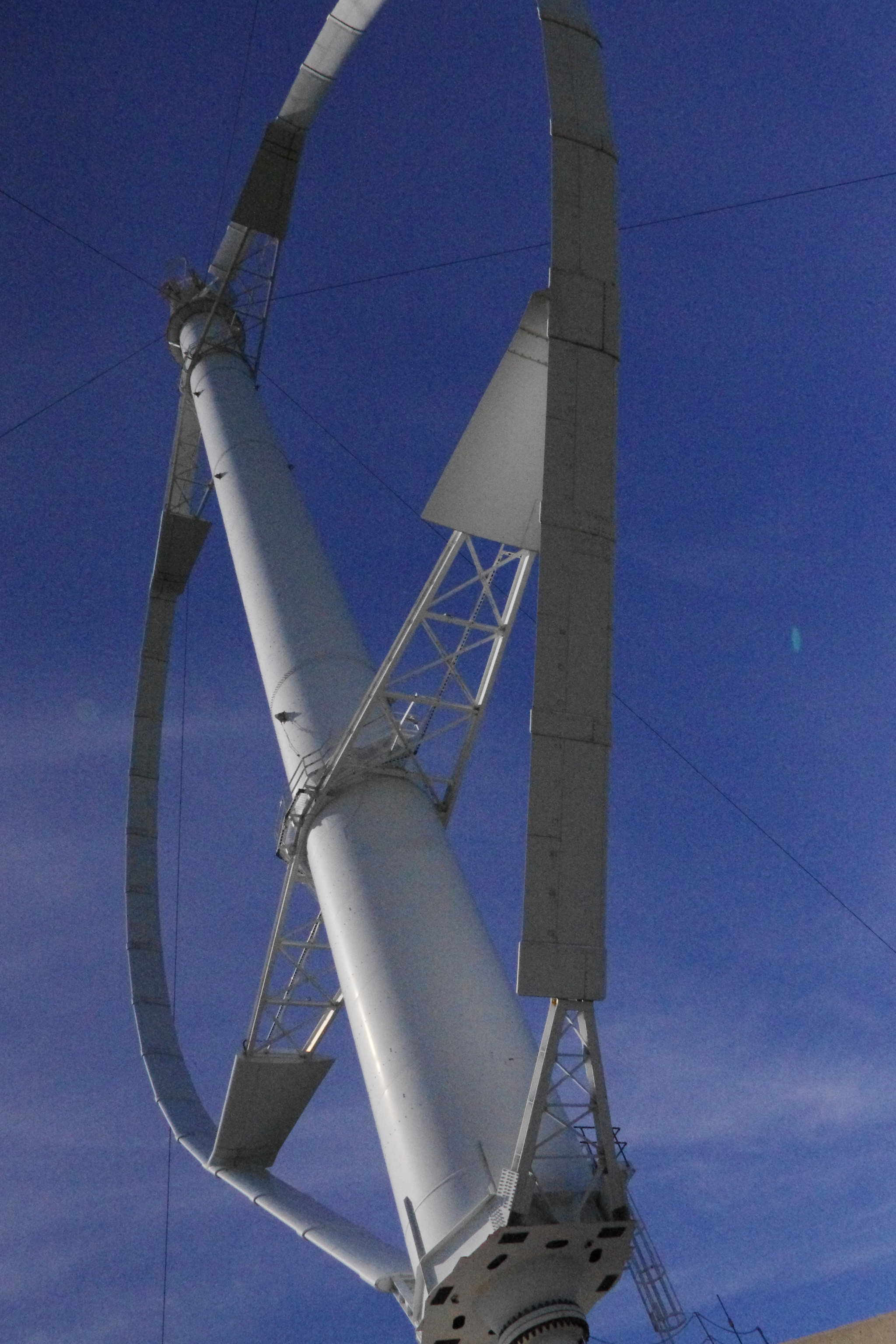
世界上最大的垂直轴风车

- 螺旋槳型
- 多翼型
- 荷蘭型
- 帆翼型（克里特式）

### 垂直軸風車
- 旋轉輪型
- Q錐型
- 雙翼型
- 划槳翼型

## 圖片

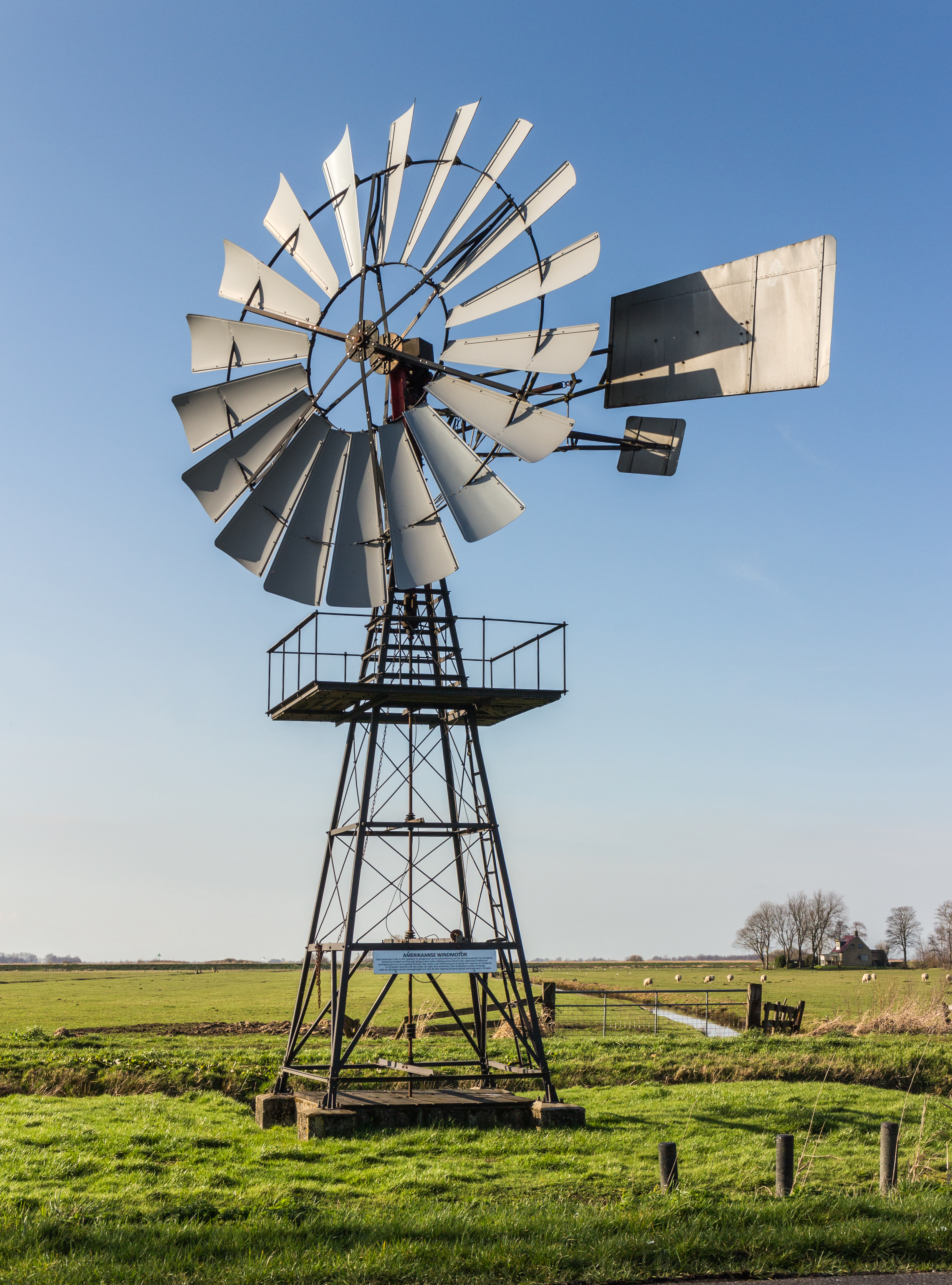
美國製風車
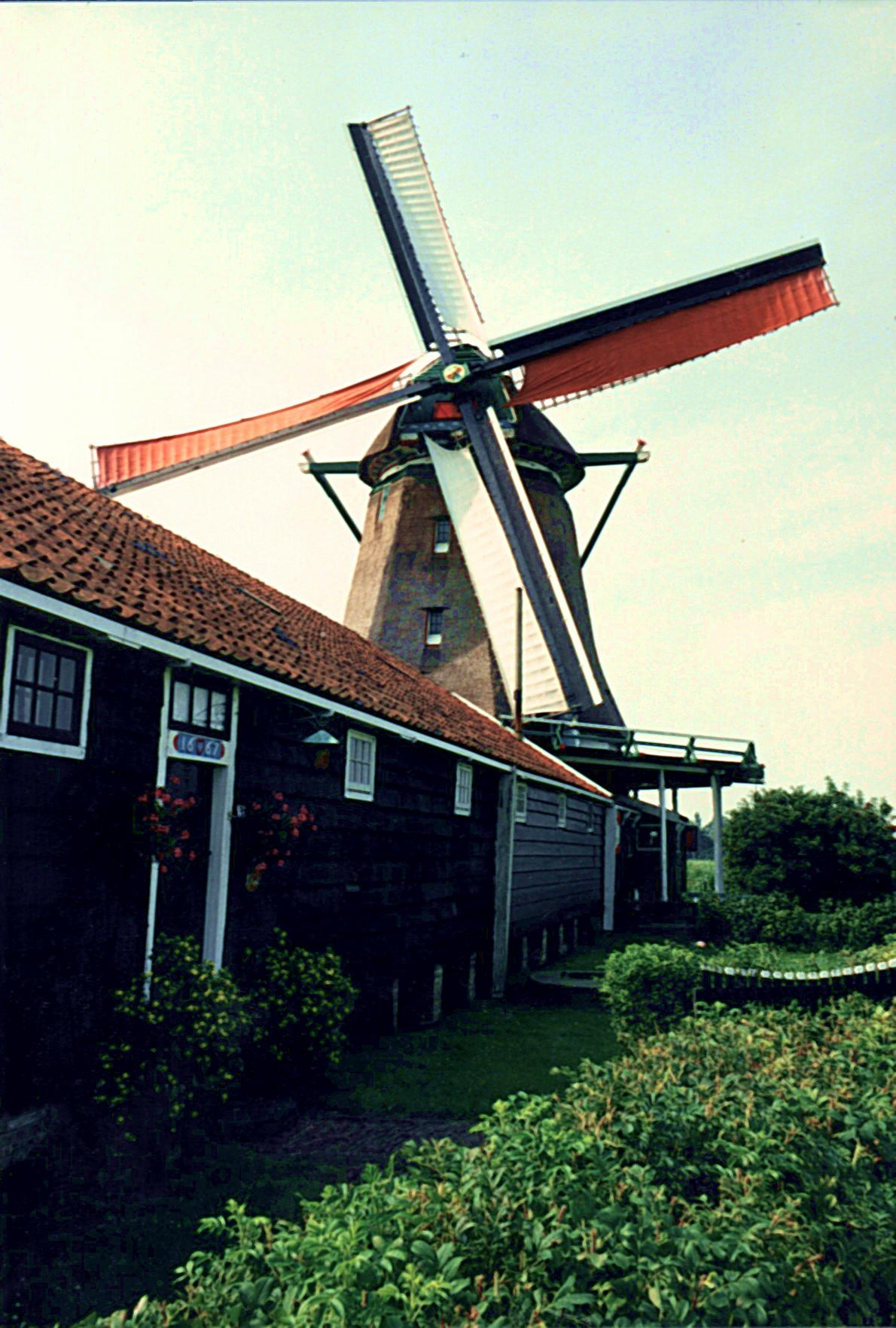
荷蘭型風車
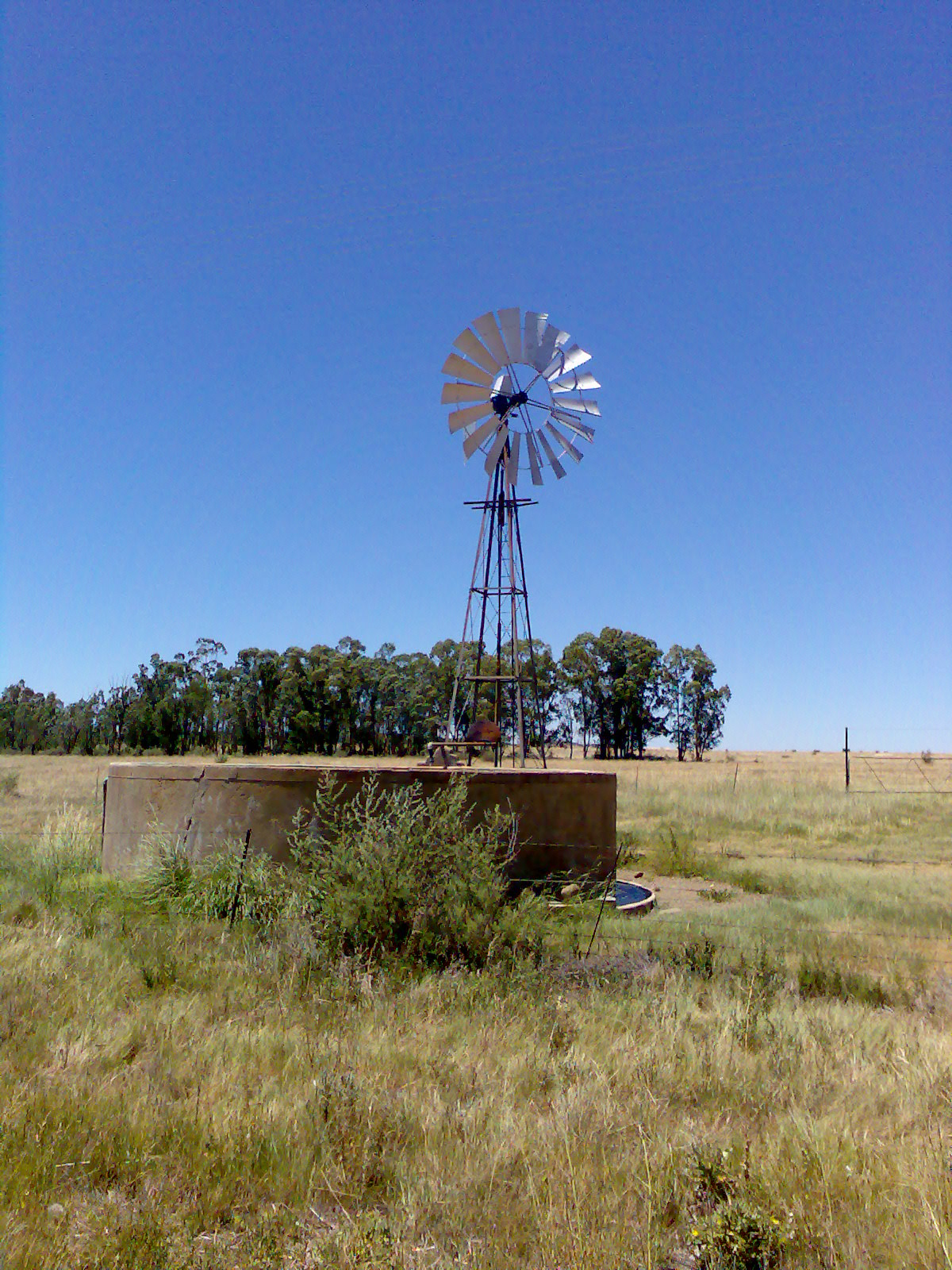
多翼型風車
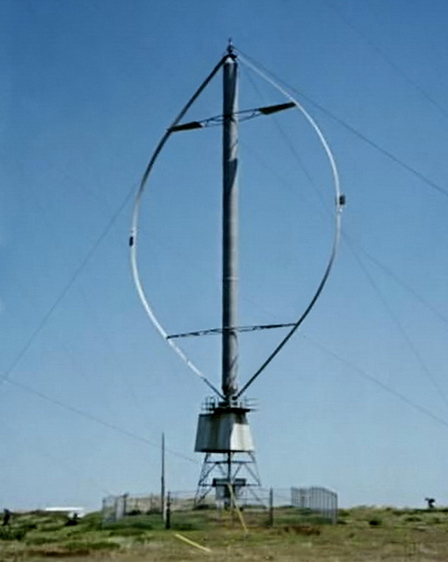
Q錐型風車
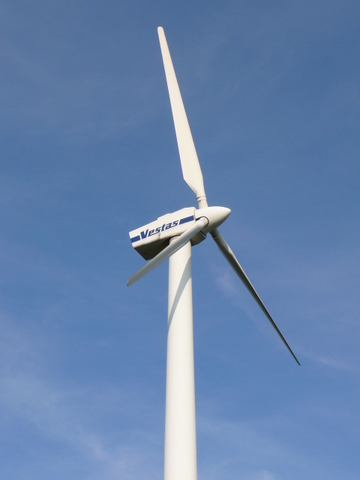
風力發電用風車